# Littorina planaxis
Littorina planaxis är en snäckart som beskrevs av Philippi 1847. Littorina planaxis ingår i släktet Littorina och familjen strandsnäckor. Inga underarter finns listade i Catalogue of Life.